# Назаренко Леонід Васильович
Леонід Васильович Назаренко (21 березня 1955, радгосп «Кубань» поблизу м. Гулькевичі, Краснодарський край, РРФСР, СРСР) — радянський футболіст, нападник, радянський і російський тренер. Майстер спорту міжнародного класу (1976). Тренер вищої категорії "Pro" .

## Клубна кар'єра
Починав грати в Гулькевичах, звідки був переведений до ростовського спортінтернату, де пробув до 1972-го. Після успішного виступу юнацької команди на Спартакіаді у Києві перейшов у ростовський СКА. Наприкінці 1975 опинився в ЦСКА. Після одержаного влітку 1979 року розриву чотириголового м'яза суглоба був змушений завершити кар'єру гравця.

## Виступи за збірні
У січні 1976 був викликаний до збірної СРСР, у складі якої провів 8 матчів, забивши два голи. Бронзовий призер Олімпійських ігор 1976 року, де провів два матчі та забив один гол у ворота збірної Бразилії.

## Кар'єра тренера
З 1984 року працює футбольним тренером. Переможець зони «Поволжя» другого дивізіону на чолі «Торпедо-Вікторії» (1998), переможець зони «Південь» другого дивізіону на чолі махачкалінського «Динамо» (2003). У листопаді 2007 року підписав контракт з грозненським Тереком . Після першої частини чемпіонату Росії-2008 Назаренко на посаді головного тренера «Терека» змінив В'ячеслав Грозний, а Назаренко прийняв посаду головного тренера брянського «Динамо». 21 травня 2009 року було оголошено, що Леонід Назаренко очолив команду «Іртиш» Вищої ліги Казахстану – п'ятиразового чемпіона країни. 1 грудня 2009 року підписав однорічний контракт з «Лучом-Енергією» з Владивостока, розірваний у травні 2010 року через низькі результати, які показувала команда. У липні 2011 року очолив латвійську «Даугаву».